# P2RX3
P2RX3 (англ. Purinergic receptor P2X 3) – білок, який кодується однойменним геном, розташованим у людей на короткому плечі 11-ї хромосоми. Довжина поліпептидного ланцюга білка становить 397 амінокислот, а молекулярна маса — 44 289.
| 10         |  | 20         |  | 30         |  | 40         |  | 50         |
| ---------- |  | ---------- |  | ---------- |  | ---------- |  | ---------- |
| MNCISDFFTY |  | ETTKSVVVKS |  | WTIGIINRVV |  | QLLIISYFVG |  | WVFLHEKAYQ |
| VRDTAIESSV |  | VTKVKGSGLY |  | ANRVMDVSDY |  | VTPPQGTSVF |  | VIITKMIVTE |
| NQMQGFCPES |  | EEKYRCVSDS |  | QCGPERLPGG |  | GILTGRCVNY |  | SSVLRTCEIQ |
| GWCPTEVDTV |  | ETPIMMEAEN |  | FTIFIKNSIR |  | FPLFNFEKGN |  | LLPNLTARDM |
| KTCRFHPDKD |  | PFCPILRVGD |  | VVKFAGQDFA |  | KLARTGGVLG |  | IKIGWVCDLD |
| KAWDQCIPKY |  | SFTRLDSVSE |  | KSSVSPGYNF |  | RFAKYYKMEN |  | GSEYRTLLKA |
| FGIRFDVLVY |  | GNAGKFNIIP |  | TIISSVAAFT |  | SVGVGTVLCD |  | IILLNFLKGA |
| DQYKAKKFEE |  | VNETTLKIAA |  | LTNPVYPSDQ |  | TTAEKQSTDS |  | GAFSIGH    |

A: Аланін

C: Цистеїн

D: Аспарагінова кислота

E: Глутамінова кислота

F: Фенілаланін

G: Гліцин

H: Гістидин

I: Ізолейцин

K: Лізин

L: Лейцин

M: Метіонін

N: Аспарагін

P: Пролін

Q: Глутамін

R: Аргінін

S: Серин

T: Треонін

V: Валін

W: Триптофан

Кодований геном білок за функціями належить до рецепторів, іонних каналів. 
Задіяний у таких біологічних процесах, як транспорт іонів, транспорт. 
Локалізований у мембрані.